# 盧卡希夫卡 (克拉斯諾赫拉德區)
49°10′59″N 35°28′48″E / 49.18306°N 35.48000°E
盧卡希夫卡（烏克蘭語：Лукашівка）是位於烏克蘭東部的村莊，由哈爾科夫州别列斯京区的納塔利內市鎮負責管轄。該村始建於1830年，面積1.92平方公里，海拔高度97米，2001年人口402，人口密度每平方公里208.9人。